# محسن صالح
محسن صالح، لاعب كرة قدم مصري سابق، ومدرب كرة قدم حالي، ولد في مدينة بورسعيد في 22 يونيو 1949.

## نشأته
بدأ حياته لاعبا بصفوف النادي المصري قبل أن يتركه بسبب تداعيات حرب 1967 وقد لعب مع نادي التضامن الكويتي، وكان هداف كأس الأمير 1968/1969 برصيد 3 أهداف. كما لعب لنادي النجمة اللبناني عام 1972 وفي موسم 72-1973 انتقل إلى صفوف النادي الأهلي حتى اعتزاله كرة القدم بسبب الإصابة موسم 78-1979 وقد حقق مع الأهلي المصري أربعة ألقاب في الدوري ولقب في الكأس.

## سجله التدريبي
1979: نادي الأهلي للأشبال (مصر)

1980: الخليج (السعودية)

1981-1984: نادي العين للأشبال (الإمارات)

1984-1985: الأهلي (الإمارات) (مساعد)

1985-1988: الوطني (السعودية) (بطل الدوري السعودي الدرجة الثانية 1987)

1988-1989: بورفؤاد (مصر)

1990-1991: المصري (مصر)

1991-1992: مرباط (عمان)

1994: منتخب مصر لكرة القدم (مساعد)

1994: منتخب مصر لكرة القدم تحت 19 سنة

1995: منتخب مصر لكرة القدم

1996-1997: النجمة السعودية)

1997-1999: المصري (مصر) (African Cup semifinal 1999)

1999-2002: الإسماعيلي (مصر) (بطل كأس مصر 2000 / CAF winners' Cup runner-Up 2000 /
وصيف الدوري المصري 2000 / بطل الدوري المصري 2002)

2002-2004: منتخب مصر لكرة القدم

2004: النصر (السعودية)

2006: منتخب ليبيا لكرة القدم

2007: منتخب اليمن لكرة القدم

2010: نادي سموحة (مصر)